# Черюмкін
Черюмкін — хутір в Аксайському районі Ростовської області у складі Верхньоподпольненського сільського поселення.
Населення — 961 особа (2010 рік).

## Географія
Розташовано в 30 км на південний схід від районного центру міста Аксай. Поряд із хутором проходить кордон із Багаєвським районом області.

### Вулиці
- пров. Ювілейний,
- вул. Молодіжна,
- вул. Набережна,
- вул. Садова,
- вул. Центральна.

## Історія
Хутір заснований у 1917 році, під час небувалої доти повені річки Дон, коли незатопленою залишилася тільки територія біля кургану, де за переказами, був похований татарський хан Черюм[джерело?]. Будиночки перетягували волоком, волами з хутора Алітуб. Першими сім'ями були Зерщікови, Фарапонови, Алексєєви, Серебрякови.
До 1919 року хутір називався «Зимовники», у 1919—1929 роках — хутір Черюмкін. 1929 року на хуторі була утворена рільнича бригада від колгоспу «Прапор комуни». У 1929—1954 роках хутір називався «Трудовий Козак».
З липня 1942 року до 23 січня 1943 року хутір перебував у німецькій окупації. Загиблих радянських бійців, що загинули при звільненні Черюмкіна поховали в братській могилі, де відразу після війни встановили вежу підбитого радянського танка. За наказом[яким?] від 25 червня 1943 року: «Роботу в полі, на городі, на ремонті виробляти з 5 годин ранку до 9 годин вечора, з перервою на сніданок-півгодини, обід 1 година, полуденок– півгодини /загальний трудовий день 16 годин»[джерело?]. Наказ від 8 липня 1947 року. «Збирання колосових. Домогосподарки та діти старше 10 років для збирання колосків. Тим хто вийшов видати по 0,5 кг хліба, а тому хто не вийшов пайок не давати».[джерело?]
1954 року створено Аксайський «Плодовоовочевий» радгосп. З травня 1986 року радгосп став називався «Майським». У 1999 році у зв'язку з реорганізацією радгоспу «Майський» організувалося СГВК «Колгосп Донський».